# Comparative European Politics
Comparative European Politics (kurz CEP) ist eine vierteljährlich erscheinende politikwissenschaftliche Fachzeitschrift. Das peer-reviewed Journal konzentriert sich insbesondere auf komparative Analysen, polit-ökonomische Theorien und Ausarbeitungen zur europäischen Integration.
Die Zeitschrift wird von Palgrave Macmillan herausgegeben, die derzeitigen Chefredakteure sind Colin Hay (Sciences Po), Ben Rosamond (Universität Kopenhagen) und Martin A. Schain (New York University). Sie bietet teilweise auch Open Access an und ist unter anderem in der Scopus-Datenbank verzeichnet.
Nach dem Journal Citation Reports hat sie einen Impact Factor von 1.261, womit sie auf Platz 47 aller 163 Fachzeitschriften in der Kategorie Politikwissenschaften rangiert (Stand 2015).